# Nymphargus chancas
Nymphargus chancas är en groddjursart som först beskrevs av William Edward Duellman och Schulte 1993.  Nymphargus chancas ingår i släktet Nymphargus och familjen glasgrodor. IUCN kategoriserar arten globalt som otillräckligt studerad. Inga underarter finns listade i Catalogue of Life.